# ديفيد واتكينز
ديفيد واتكينز (بالإنجليزية: David Watkins)‏ هو فنان ومصمم بريطاني، ولد في 1940 في ولفرهامبتن في المملكة المتحدة.